# Гори димлять (мінісеріал)
«Гори димлять» — історичний 2-серійний телефільм режисера Бориса Небієрідзе 1989 року. Сюжет серіалу заснований на україномовному перекладі Степана Трофимука однойменної повісті Ярослава Галана.

## Синопсис
Західна Україна 1920-их років у часи окупації цієї частини України Польщею. Місцевий латрига вже одружений з красунею Марічкою, але несподівано закохується в молоду дружину коменданта — Ольгу. Коханці поступово розуміють, що не можуть один без одного й вирішують втекти, але від Марії про їх стосунки дізнається комендант…

## У ролях
- Іван Гаврилюк — Іван Семенюк
- Ольга Бітюкова — Ольга
- Лесь Сердюк — Мартин Погодняк
- Наталія Сумська — Марічка
- Петро Бенюк — Товстун
- Юрій Дубровін — Палащук
- Тарас Денисенко — Юра
- Ігор Крикунов — циган Дмитро
- Лариса Бєлогурова — баронеса фон Штейнберг
- Ігор Дмитрієв — барон фон Штейнберг
- Лев Дуров — адвокат Ахілеску
- Костянтин Степанков — Вавжак
- Валентин Макаров — Жолтанський
- Олександр Іоселіані — Петреску
- Мераб Боцвадзе — Васкуль
- Л. Кречковський — батько Ольги
- В епізодах: Ігор Стариков, Йосип Найдук, Борис Романов, С. Оглу, Тетяна Митрушина, Юрій Мисенков, В. Арендаш, А. Полуденний, Давид Бабаєв, Владислав Кудієвський, Олена Драниш, О. Свид, Володимир Олексієнко, Дмитро Наливайчук, А. Мацак, Василь Шершун
- Група каскадерів під керівництвом Олександра Марчука
- Ніна Матвієнко — вокал

## Творча група
- Автор сценарію: Роман Фуртак
- Режисер-постановник: Борис Небієрідзе
- Оператор-постановник: Кирило Роміцин
- Художник-постановник: Олег Костюченко
- Композитор: Олег Ківа
- Диригент: Володимир Кожухар
- Звукооператор: Георгій Стремовський
- Режисер: І. Іващенко
- Оператори: Юрій Хорєв, Юрій Гальченко
- Асистенти 
  - режисера: Ж. Гусакова, В. Федотова
  - оператора: М. Воробей
- Художник-декоратор: Володимир Рудько
- Художник-гример: О. Ратушна
- Монтаж: Лідія Крюкова
- Комбіновані зйомки: 
  - оператор: А. Каган
  - художник: В. Рудько
- Музичний редактор: І. Бонітенко
- Редактор: О. Гапоненко
- Директор фільму: Олександр Шехтер